# 雲峰飛彈
雲峰飛彈，正式名稱為擎天極音速巡弋飛彈，是中華民國已量產的一種中程巡弋飛彈，媒體報導指出該武器射程可达2,000公里，相關研發計畫開始於已故前中華民國總統李登輝任內，歷經陳水扁、馬英九時期，在馬英九任內中止開發，在蔡英文任內力主國防自主而重啟、試射成功並進入量產。

## 媒體報導內容
根據華盛頓智庫戰略與國際研究中心發布的導彈威脅页面介绍，擎天極音速巡弋飛彈是一種地對地、超音速巡弋導彈，它是中華民國國軍少數“針對深入中國北部、中部之目標而設計的戰略資產”之一。
雲峰計畫則於李登輝總統時建案，相關資訊於2012年首度曝光，但此導彈計畫在之前已開始進行，並於1996年的臺灣海峽飛彈危機後便開始秘密研發，將擎天極音速巡弋飛彈的發射試驗“隱藏”在雄風三型試驗專案中以避開外界質疑。
擎天極音速巡弋飛彈由國家中山科學研究院研發，配有衝壓發動機，高達6馬赫速度，設計規格射程1,200公里。根據媒體報導，射程最遠可達2,000公里。根據民視報導，此飛彈速度為每秒1030公尺、酬載為225公斤。
2013年底，首次中低空全射程測試。2014年，馬英九總統考量兩岸和緩關係及美方壓力，未核定雲峰中程飛彈量產計畫。2016年，蔡英文總統上任前，媒體曾多次報導臆測蔡英文將中止計畫。2019年，媒體傳蔡英文核定飛彈量產計畫。
曾任國家中山科學研究院院長的龔家政於中研院近代史研究所訪問過程中，首度披露本飛彈的研發過程，並認為該型飛彈能建立國軍的戰略嚇阻力量。但中華戰略前瞻協會研究員揭仲指出，由於不具備核彈頭，受限於國防資源又不可能大量部署，因此雖可望獲得若干戰術效果，但很難形成戰略嚇阻力量。
《亞太防務》雜誌總編輯鄭繼文接受法国国际广播电台访问时也表示，配备常规弹头的擎天極音速巡弋飛彈价值有限，若配备核弹头能达到战略上核威慑的意義。
國防報告書諮詢委員宋兆文表示，擎天極音速巡弋飛彈利用GPS與陀螺儀來搜尋目標。飛彈寬90公分、長約9公尺，並且使用中科院自製液態燃料推進。宋兆文認為，擎天極音速巡弋飛彈可能有6馬赫以及超過2,000公里以上的射程。

## 官方說法
立法院於2021年10月6日審查「海空戰力提升計畫採購特別條例草案」，針對國民黨立委江啟臣關切雲峰飛彈的性能，國防部長邱國正回應稱研發成功與否「還在努力中」，性能不便透露。2022年6月12日，立法院長游錫堃表示，雲峰飛彈已經量產，射程可達北京。
國家中山科學研究院正在对该导弹进行升级，以使其具备发射卫星的能力。这种运载工具将能够在500公里左右的低地球轨道上运送50至200公斤的卫星。据推测，升级计划将把导弹的射程扩大到2,000公里。

## 备注
1. ↑  2018年2月，法国国际广播电台，中华世界單元。法廣：傳聞中華民國國防部計畫提升雲峰中程飛彈的性能，未來射程可超過2,000公里，涵蓋了北京，是嗎？[…]台灣方面有說法，若台灣未來擁有500枚以上就可以有效威嚇中國侵犯台灣的作戰節奏，是嗎？鄭繼文：雲峰中程飛彈是敵對地飛彈[…]馬英九政府時代經過一些評估認為[…]當然目前台灣的蔡英文政府可能在這個思維上有點不一樣，認為雲峰飛彈可能持續要不只是發展，而且要量產，形成一個戰力[…]臺灣媒體報導，它可以達到2,000公里，或許可以達到北京。但我認為，以這樣一個飛彈的射程，由於它並未配備所謂的核彈頭，它採用常規，也就是傳統彈頭，事實上，它本身所能發揮的價值，是非常非常有限的[…]讓這個飛彈從戰術層級的武器具備了戰略威懾的意義。這就是為何北韓它的彈道飛彈很多，但是唯有發展出核武的核彈頭[…][20]。